# Эдвардс, Лерой
Лерой Эдвардс (англ. Leroy Edwards; 11 апреля 1914 года, Индианаполис, Индиана, США — 25 августа 1971 года, Индианаполис, Индиана, США) — американский профессиональный баскетболист. Двукратный чемпион НБЛ (1941, 1942).

## Ранние годы
Лерой Эдвардс родился 11 апреля 1914 года в городе Индианаполис (штат Индиана), учился там же в Арсенальной технической школе, в которой играл за местную баскетбольную команду.

## Студенческая карьера
В 1933 году поступил в Кентуккийский университет, где в течение двух лет играл за команду «Кентукки Уайлдкэтс», в которой провёл успешную карьеру. В 1935 году признавался баскетболистом года среди студентов по версии Helms Foundation, а также включался во всеамериканскую сборную NCAA. Кроме того в 1975 году он был включён в Баскетбольный Зал Славы Индианы, в 2012 году — в Спортивный Зал Славы университета Кентукки, а ассоциация профессиональных баскетбольных исследователей (APBR) включила его в список ста лучших профессиональных баскетболистов 20-го века.

## Профессиональная карьера
Эдвардс играл на позиции центрового. В 1935 году он заключил соглашение с клубом «Индианаполис Каутскис», выступавшей в Среднезападной баскетбольной конференции (СЗБК), предшественнице Национальной баскетбольной лиги (НБЛ). В 1937 году Лерой подписал договор с командой «Ошкош Олл-Старз», выступавшей уже в НБЛ, и провёл в её составе свою дальнейшую, весьма успешную, профессиональную карьеру. Всего в НБЛ провёл 12 сезонов. В сезонах 1940/1941 годов и 1941/1942 годов, будучи одноклубником Хермана Уитасека и Чарли Шиппа, Эдвардс в составе «Олл-Старз» выиграл два чемпионских титула и попутно стал самым результативным игроком команды (190 и 262 очка соответственно). Помимо этого шесть раз включался в 1-ю сборную всех звёзд НБЛ (1938—1942, 1945), а также два раза — во 2-ю сборную всех звёзд НБЛ (1943, 1946). Первые три сезона Лерой Эдвардс становился самым результативным игроком регулярного чемпионата НБЛ и признавался самым ценным игроком регулярного сезона НБЛ (1938—1940), а после упразднения лиги был включён в сборную всех времён НБЛ. Всего за карьеру в НБЛ сыграл 322 игры, в которых набрал 3221 очко (в среднем 10,0 за игру), попутно став 2-м по результативности игроком НБЛ за всю историю лиги. Помимо этого в составе «Ошкош Олл-Старз» он десять раз участвовал во Всемирном профессиональном баскетбольном турнире, став его победителем в 1942 году и четыре раза выиграв серебряные медали (1939, 1941, 1943 и 1946).

## Смерть
Лерой Эдвардс умер 25 августа 1971 года на 58-м году жизни от сердечного приступа в городе Индианаполис (штат Индиана).